# Justo Vasco
Justo Vasco (La Habana, 1943 - Gijón, 23 de enero de 2006) fue un escritor cubano de novela negra y traductor.

## Biografía
Afincado en Gijón desde 1987, coordinaba el certamen literario de la Semana Negra de Gijón, que dirigía Paco Ignacio Taibo II.
Colaboró regularmente también con el Salón del Libro Americano, bajo la dirección de Luis Sepúlveda, también afincado en esa ciudad asturiana.
Sus obras han sido traducidas al francés, italiano y griego, entre otros idiomas. Él mismo tradujo a numerosos autores rusos, eslovenos, estadounidenses e italianos.
Escribió en la prensa asturiana, concretamente en La Voz de Asturias.
Ideológicamente, era socialdemócrata. Justo concebía la novela negra "como un complemento del periodismo". Añoraba los paseos por El Vedado.
Estaba casado con la también escritora Cristina Macía. Falleció a causa de un infarto cerebral.

## Obras
- Completo Camagüey, 1983, con Daniel Chavarría
- Primero muerto, 1986, con Daniel Chavarría
- El muro, 1990
- Contracandela, 1995, con Daniel Chavarría
- Mirando espero, 1998
- El guardián de las esencias, 2007, con la colaboración de Amir Valle.

## Premios
- Premio del Concurso de Relatos de la Semana Negra de Gijón 1994 por Y en eso llegó Bebo
- Premio Hammett 1999 por Mirando espero